# El eclipse: el cortejo entre el Sol y la Luna
El eclipse: el cortejo entre el Sol y la Luna (en francés: L'éclipse du soleil en pleine lune) es una película muda francesa filmada en 1907 por el director Georges Méliès.

## Argumento
Un profesor de astronomía (Georges Méliès) da una conferencia instruyendo sobre un eclipse solar inminente. La clase se desplaza hacia una torre de observación para presenciar el evento, que cuenta con un sol y una luna antropomórficos.

## Temática
Se ha remarcado el fuerte simbolismo sexual que presenta la película. Christine Cornea postula que el tema principal del film, el choque entre la lógica científica y el deseo sexual, también se evidenció en las obras anteriores de Méliès, como Viaje a la Luna y Viaje a través de lo imposible, convirtiéndose en el tema prominente en muchas películas de ciencia ficción posteriores.
Algunos estudiosos, interpretando que tanto el sol como la luna son mostrados con rasgos masculinos, han descrito el erótico eclipse como una representación temprana de la homosexualidad en el cine, con una "luna afeminada" que se deja seducir ante un sol "diabólicamente masculino". Por el contrario, Méliès se refirió a la unión que se muestra en la película en términos heterosexuales.